# Schifffahrtsgesellschaft des Vierwaldstättersees

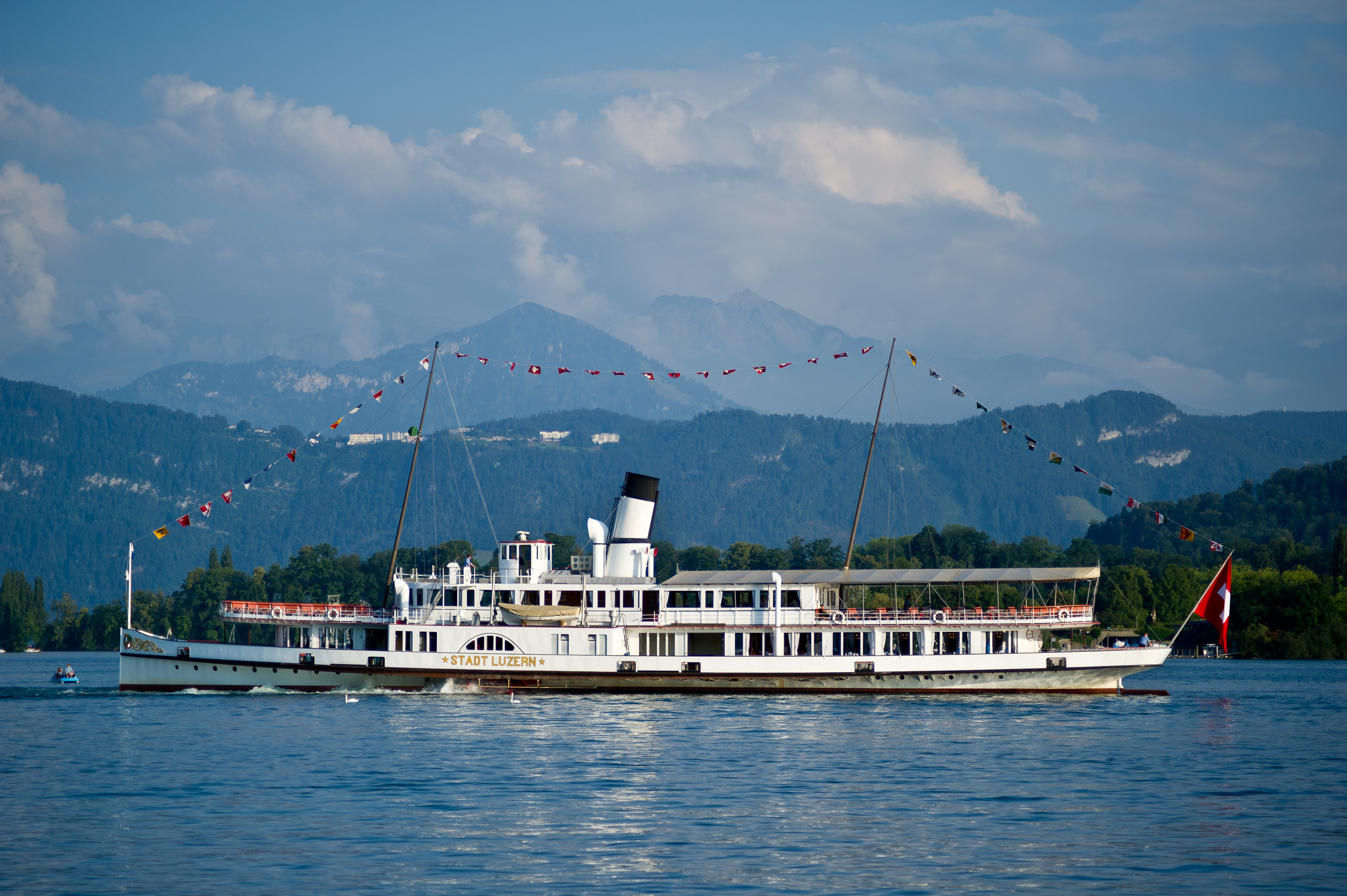
Stoomschip Stadt Luzern in dienst op het Vierwoudstrekenmeer

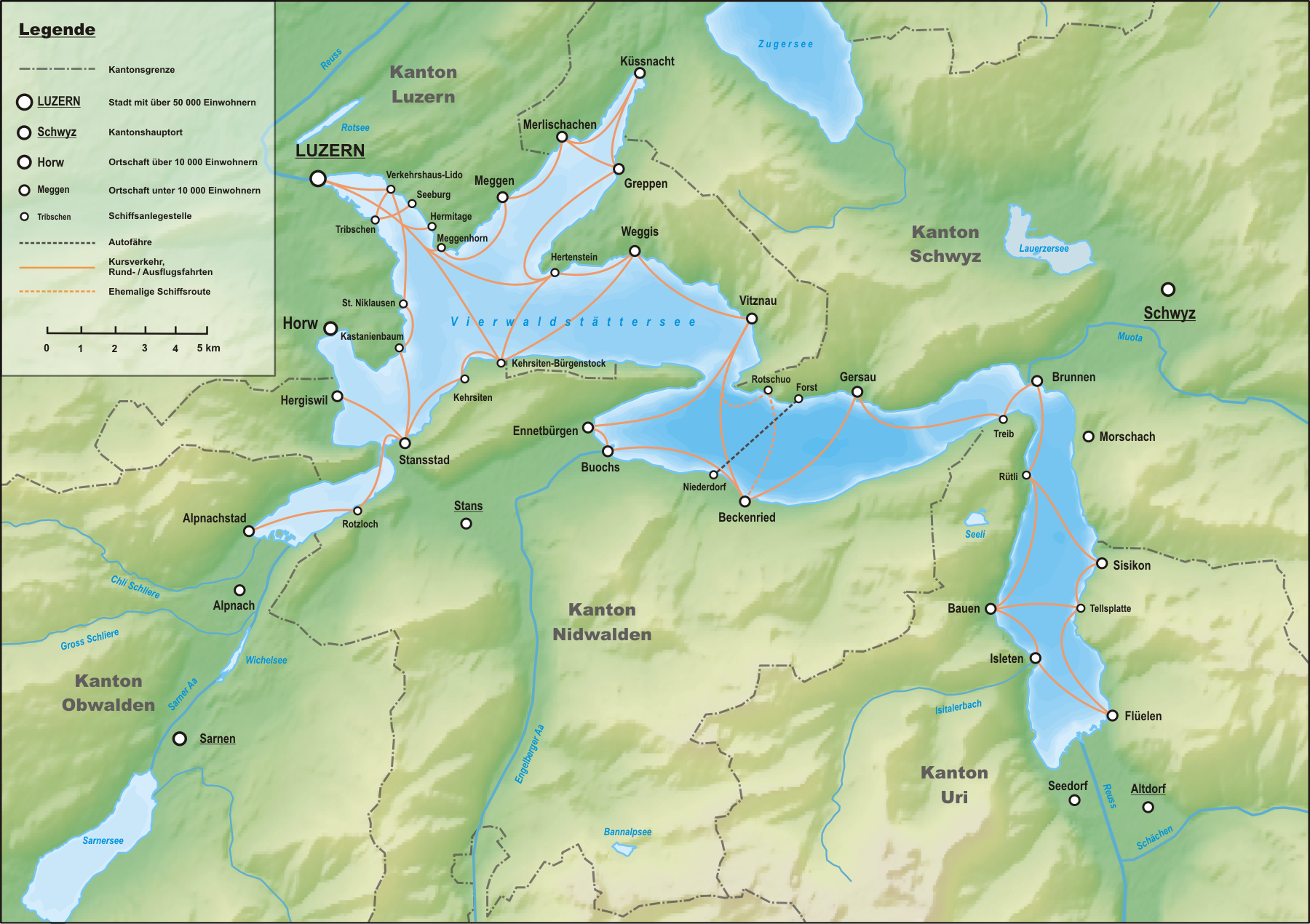
Plattegrond het meer met de uitgevoerde trajecten

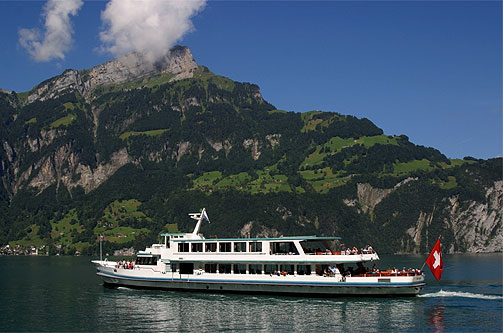
Motorschip Brunnen in vaart

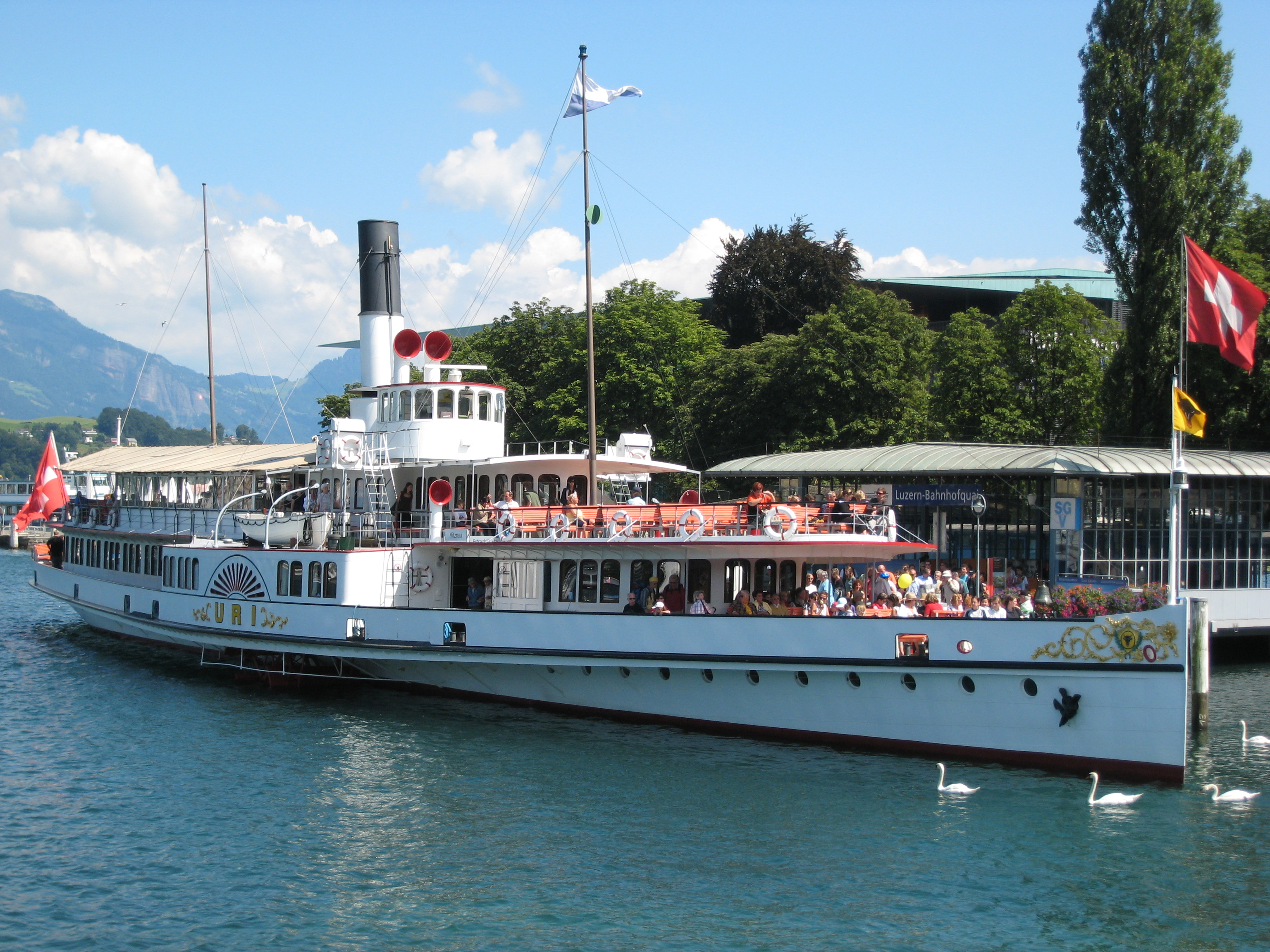
Stoomschip Uri aan de aanlegkade Luzern-Bahnhofquai, vlak bij het Station Luzern SBB

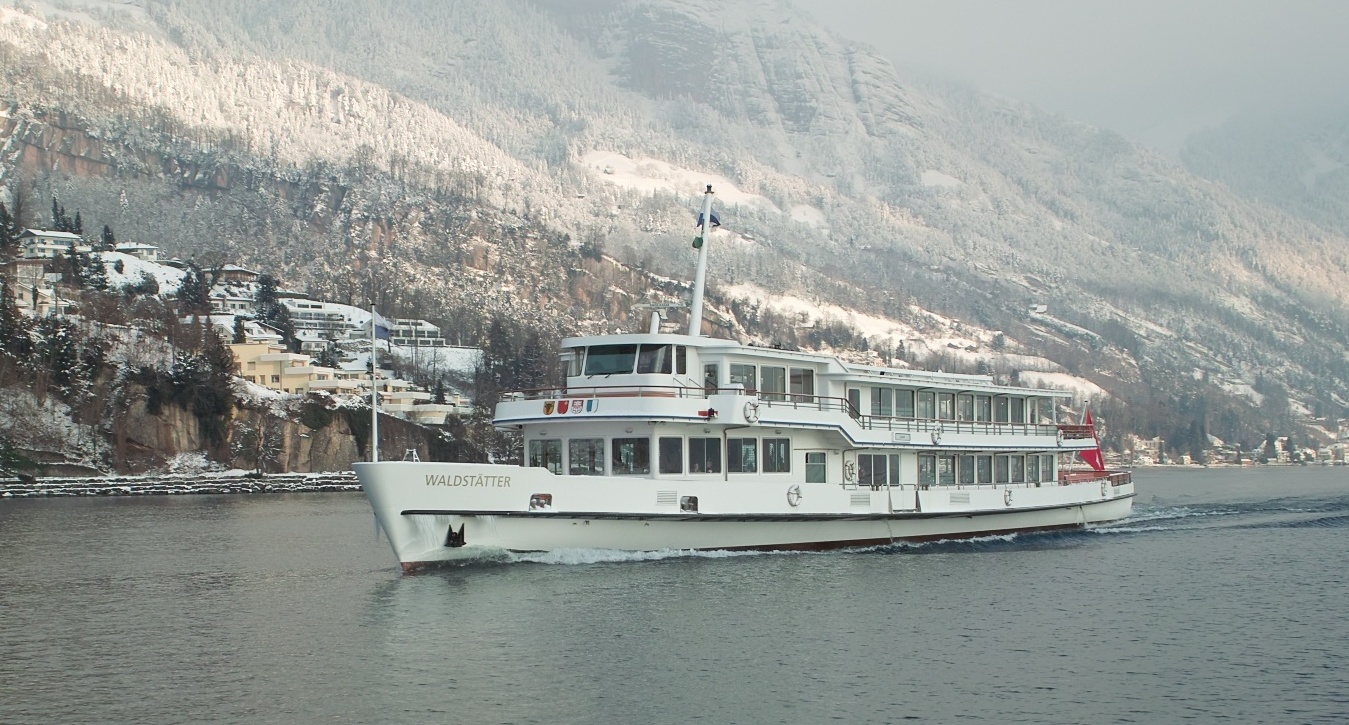
Motorschip Waldstätter in februari 2012

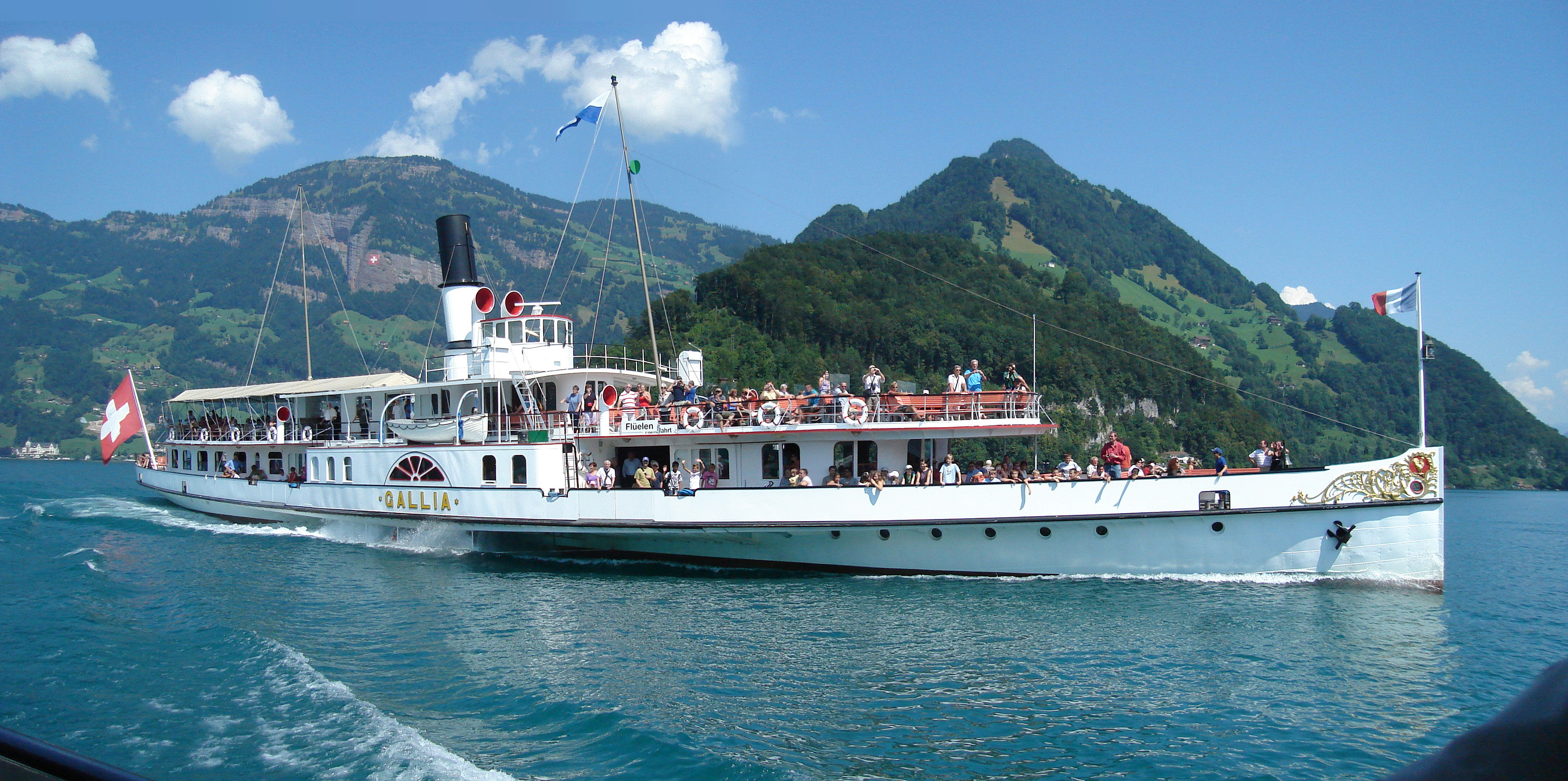
Stoomschip Gallia

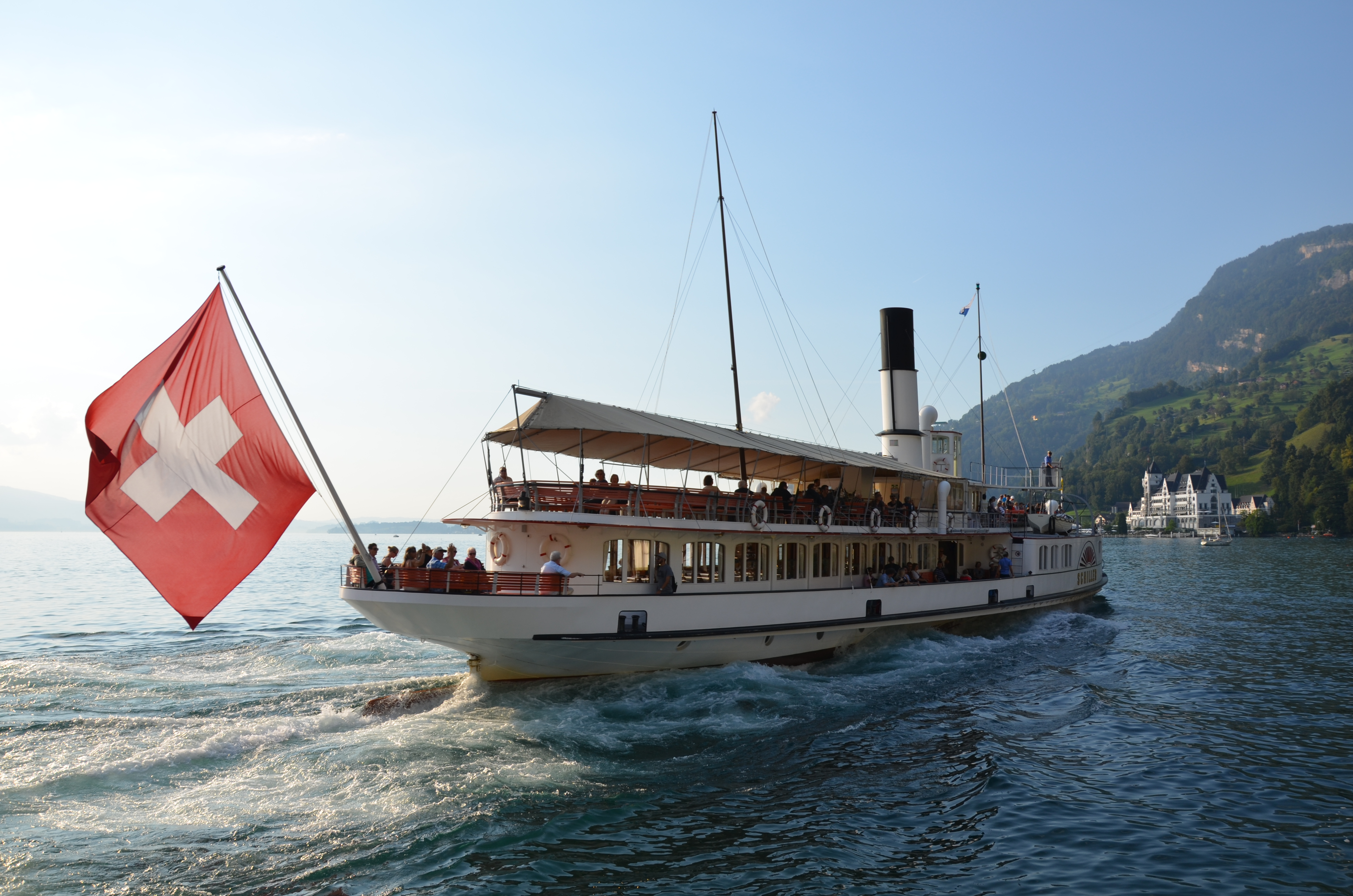
Stoomschip Schiller in vaart (2016)

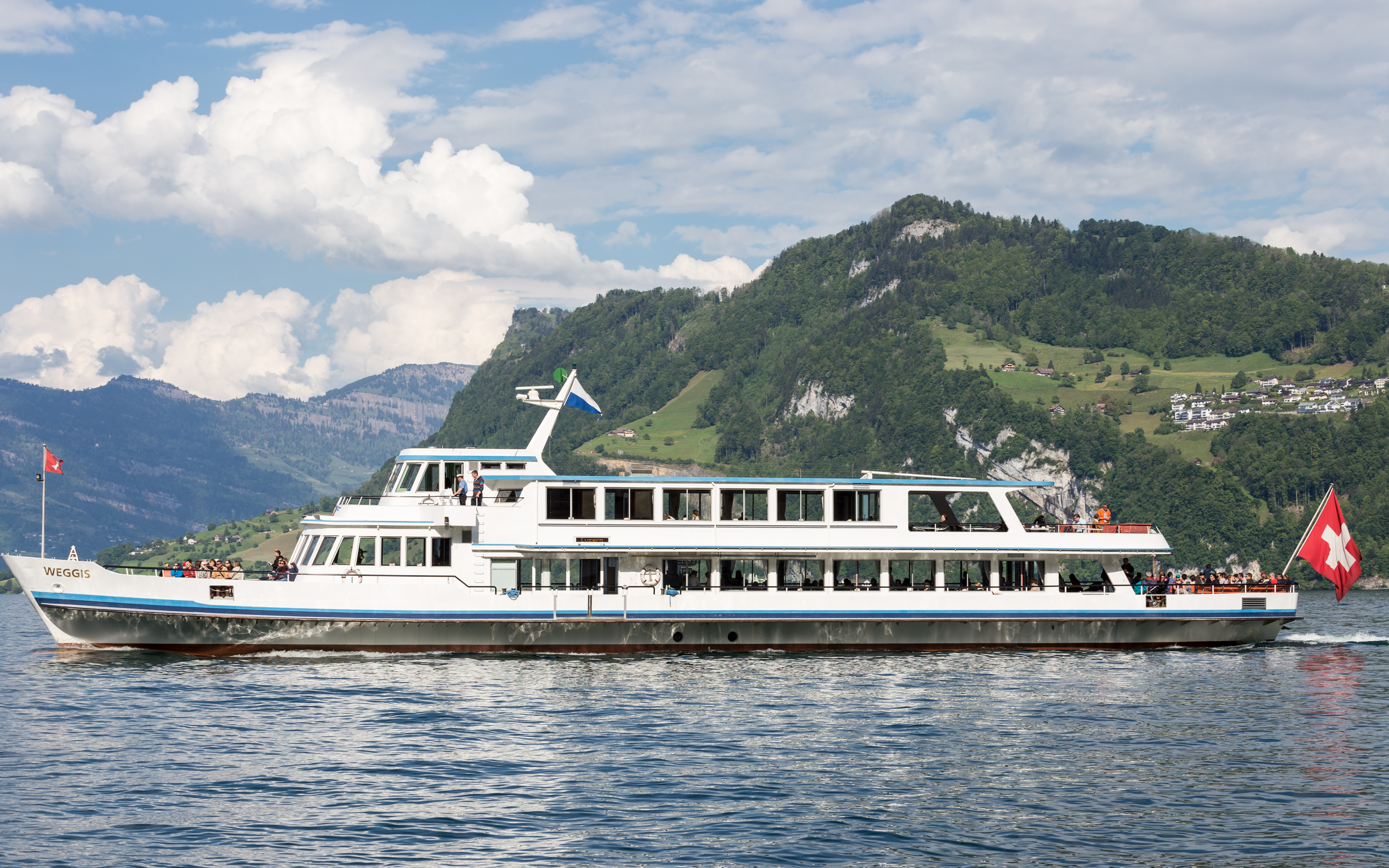
MS "Weggis" voor Hergiswil (2014)

De Schifffahrtsgesellschaft des Vierwaldstättersees (SGV) is een Zwitserse onderneming, die de scheepvaart op het Vierwoudstrekenmeer (Meer van Luzern) organiseert. De SGV is een naamloze vennootschap, en is gevestigd in Luzern. Momenteel is de SGV met twee miljoen passagiers per jaar de grootste scheepvaartmaatschappij van Zwitserland.

## Geschiedenis
- In 1870 gaan de twee toenmalige stoombootmaatschappijen samen, en richten de "Vereinigten Dampfschiffgesellschaft des Vierwaldstättersees" op.
- In 1885 wordt de naam in "Dampfschiffgesellschaft des Vierwaldstättersees" (DGV) veranderd.
- In 1931 krijgt de scheepvaartmaatschappij een eigen scheepswerf, en bouwt negen dieselboten en vijf met kolen gestookte raderboten.
- In 1960 neemt de scheepvaartmaatschappij de huidige naam (Schifffahrtsgesellschaft des Vierwaldstättersees) aan.
- In 1972 wordt de vereniging Dampferfreunde Vierwaldstättersee opgericht.

## Actuele vloot

### Overzicht
De vloot bestaat omstreeks 2018 uit 19 schepen:
vijf nostalgische gerestaureerde raderstoomboten en veertien modernere motorsalonboten. De vloot tezamen heeft een capaciteit van 13.000 passagiers en 3.200 gastronomieplaatsen. Er zijn 34 aanlegplaatsen, verdeeld over het gehele meer.
Stoomboten (DS staat voor Dampfschiff, oftewel stoomboot)
- DS Stadt Luzern (1928, vlaggenschip)
- DS Uri (1901)
- DS Unterwalden (1902)
- DS Schiller (1906)
- DS Gallia (1913)

Motorboten (MS staat voor Motorboot)
- MS Europa (1976)
- MS Gotthard (1970)
- MS Winkelried (1963)
- MS Schwyz (1959)
- MS Waldstätter (1998)
- MS Titlis (1951)
- MS Weggis (1990)
- MS Brunnen (1991)
- MS Flüelen (1991)
- MS Rütli (1929)
- MS Cirrus (2009)
- MS Saphir (2012)
- MS Diamant (2017)
- MS Bürgenstock (2018)

De meeste boten hebben hun naam aan Zwitserse plaatsen of bergmassieven te danken.

### Informatie stoomboten
De boten staan op volgorde van ingebruikname.
- DS Uri
  - gebouwd in 1901 te Winterthur
  - 62 meter lang, 14 meter breed
  - 650 PK

- DS Unterwalden
  - gebouwd in 1902 te Zürich
  - 61 meter lang, 14 meter breed
  - 650 PK

- DS Schiller
  - gebouwd in 1906 te Winterthur
  - 63 meter lang, 14 meter breed
  - 700 PK
  - volgens velen de mooiste stoomboot van het Vierwoudstedenmeer

- DS Gallia
  - gebouwd in 1913 te Zürich
  - 63 meter lang, 15 meter breed
  - 1080 PK
  - de snelste stoomboot van Europa

- DS Stadt Luzern
  - gebouwd in 1928 te Rosslau
  - 64 meter lang, 15 meter breed
  - 1600 PK
  - breedste en langste boot van het meer, tevens vlaggenschip

### Voormalige schepen

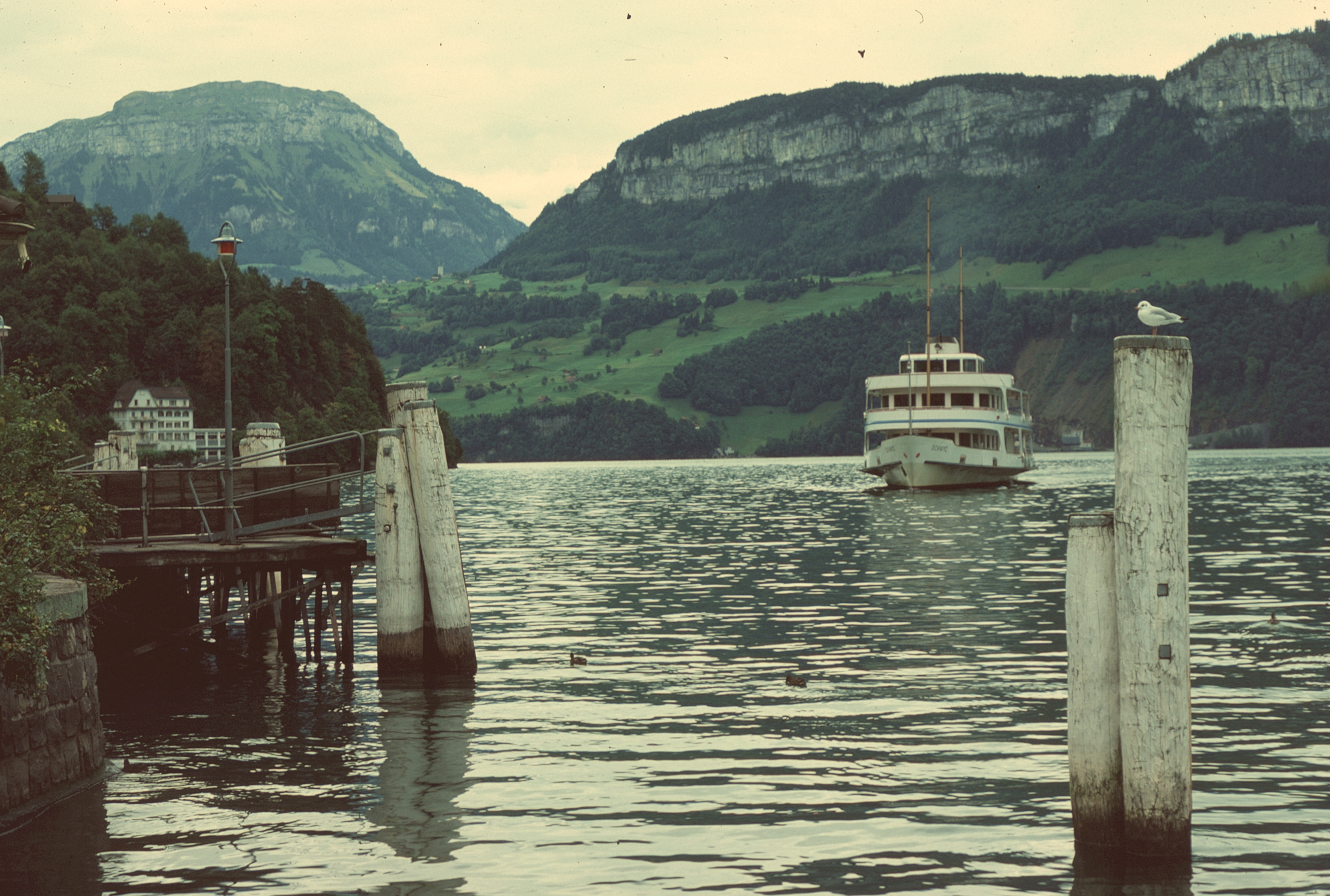
Zwitserland vierwoudstedenmeer 1976 schip schwyz

Voor 1969 waren er op het meer nog vele andere stoomboten te vinden. De boten zijn vanwege hun hoge leeftijd uit de vaart genomen.
- DS Germania
- DS Schwyz
- DS Rigi
- DS Rhein

In 1970 is de DS Wilhelm Tell verkocht en het schip ligt aan de oever als restaurant in de zomer. Later is een vereniging opgericht met als doel schepen te kunnen bewaren als historisch erfgoed.

## Aanlegstations

### Dienstregeling
De SGV doet volgens een vast dienstrooster 34 verschillende aanlegplaatsen aan. Behalve het toeristische karakter van de boten, dienen ze ook als openbaar vervoer voor de inwoners langs het meer, die bijvoorbeeld in Luzern werken.
De vaste routes volgens de dienstregeling zijn:
- Luzern - Weggis - Vitznau - Beckenried - Brunnen - Flüelen
- Luzern - Kehrsiten - Stansstad - Alpnachstad
- Luzern - Küssnacht am Rigi

Op de boten worden regelmatig buffetten georganiseerd. Daarnaast worden de schepen verhuurd voor feesten en partijen.

### Rondvaarten
Tevens zijn er rondvaarten die niets met de dienstregeling te maken hebben. Ze zijn afhankelijk van het seizoen en het weer. Ze hebben geen vaste route. Vaak wordt er commentaar gegeven over de omgeving in verschillende talen. Ook worden hierbij feesten van allerlei aard georganiseerd.

### Aanlegplaatsen
Luzern
- Luzern Centraal Station
- Lido en verkeersmuseum
- Seeburg
- Meggenhorn

Bocht van Küssnacht
- Meggen
- Merlischachen
- Küssnacht am Rigi
- Greppen

Bocht van Weggis
- Hertenstein
- Weggis
- Vitznau

Bocht van Gersau
- Rotschuo
- Gersau
- Brunnen SGV

Urnermeer
- Sisikon
- Tellsplatte
- Flüelen
- Seedorf
- Isleten-Isenthal
- Bauen
- Rütli

Bocht van Gersau
- Treib
- Beckenried
- Buochs

Bocht van Weggis
- Kehrsiten-Bürgenstock

Bocht van Stansstad en Horw
- Kehrsiten-Dorf
- Stansstad
- Rotzloch
- Alpnachstad
- Hergiswil
- Kastanienbaum

Bocht van Luzern
- St. Niklausen
- Tribschen

## Behoud stoomboten
In 1972 is de stichting "Dampferfreunde Vierwaldstättersee" (Vrienden van de Stoomboten op het Vierwoudstedenmeer) opgericht. Zij strijdt voor het behoud van de stoomboten op het meer. Vanwege de leeftijd en de compleze motor van de stoomboten, zijn ze al vele jaren niet meer rendabel. Hoe verwonderlijk ook, er is een stichting nodig om deze bijzondere boten te behouden.